# 卡莱尔 (宾夕法尼亚州)
卡莱尔（英語：Carlisle）是美国宾夕法尼亚州坎伯兰县的县治。根据2000年美国人口普查，共有17970人，其中白人占88.93%、非裔美国人占6.92%、亚裔美国人占1.6%。
美国陆军战争学院即位于卡莱尔。

## 名人
- 小约翰·阿姆斯特朗：美国战争部长